# Doublets
Pour les articles homonymes, voir Doublet.
Les doublets sont un jeu de mots, inventé par Lewis Carroll, qui consiste à relier deux mots par une série de mots semblables. Ce jeu est aussi appelé échelle de mots.
Par exemple, donner les doublets de « rime » et « misez » : 
1. rime ;
2. mire (réordonner) ;
3. mite (changer une seule lettre) ;
4. mise (changer une seule lettre) ;
5. misez (ajouter une lettre).

## Règles
Le joueur reçoit une mot de départ et un mot d'arrivée. Pour gagner sa manche, il doit modifier le mot de départ progressivement de façon que chaque nouveau mot tende vers le mot d'arrivée. À chaque étape, le joueur peut :
- ajouter une lettre ;
- enlever une lettre ;
- changer une lettre ;
- ou réordonner les mêmes lettres (une anagramme).

Un système de pointage sert le plus souvent à favoriser le joueur qui parvient à créer les doublets dans le moins de mots possible.
Différentes versions du jeu existent. Une version exige que seules les lettres changent, il n'y a pas d'ajout ou de retrait de lettres : elle est appelée word golf en anglais. Une autre exige que le mot de départ ait une relation avec le mot d'arrivée (synonyme, antonyme, sémantique...). C'est cette version que Carroll a initialement créée pour Vanity Fair.